# Lophostropheus
Lophostropheus (que significa ''vertebras da crista'') foi um gênero extinto de dinossauro terópode da famíliaCoelophysidae, que viveu durante o Triássico Superior ao Jurássico Inferior, na Normandia, França.

## Descoberta
Em 1966, os paleontólogos franceses Claude Larsonneur e Albert-Félix de Lapparent, descreveram um esqueleto parcial de terópode da fronteira Triássico-Jurássica da Normandia, encontrado em 1959 por Claude Pareyn, como Halticosaurus.  Este espécime consistia em um dente, cinco vértebras do pescoço, duas vértebras das costas, quatro vértebras sacrais, vértebras da cauda, porções de todos os ossos pélvicos e um fragmento não identificado. Foi reinterpretado em 1993 por Gilles Cuny e Peter Galton como pertencente a uma nova espécie , atribuída a Liliensternus e denominada L. airelensis.  Outros pesquisadores começaram a notar diferenças entre L. airelensis e a espécie-tipo, L. liliensterni,  como aquelas observadas nas pleuroceles das vértebras cervicais, e em 2007, Martin Ezcurra e Gilles Cuny atribuíram-no ao seu próprio gênero, Lophostropheus.

## Paleobiologia
Lophostropheus era um carnivoro de pequeno a médio porte. Muito poucos dinossauros são conhecidos de seu período de tempo; na verdade, é o único gênero de terópode conhecido de bons restos na fronteira Triássico-Jurássico.